# 弦楽器
弦楽器（げんがっき）は、弦を発音体とする楽器。絃楽器とも表記。
楽器分類学では弦鳴楽器という。
弦を引き張力をかけた状態で固定し、何らかの方法で振動させ音を出す。弦を振動させる方法には、弦をはじく、弦をこする、弦を叩く、があり、それにより撥弦楽器、擦弦楽器、打弦楽器に分類されている。
多くが共鳴装置を備える。

## 分類

### 弦の振動のさせかたによる分類
撥弦楽器弦をはじく。はじくには、指、爪、またはそれに変わるもの（義甲、プレクトラムという）を使う。箏、三味線、ギター、エレキベース、チェンバロなどがこうして音を出す。
擦弦楽器弦を弓のつるでこする。ヴァイオリンの仲間や、胡弓の仲間、モリンホール（馬頭琴）の仲間などがこうして音を出す。弓のつるは馬の尾の毛のような摩擦の大きいものを使い、さらに松脂などによって摩擦を大きくする。韓国の牙箏（アジェン）のように、弓ではなく木の棒で擦るものもある。
打弦楽器弦を打つ。ピアノ、一部の打楽器や、和楽器の一部もこれに入る。弦を打つのは、ハンマー、ばちなどである。
ただし、これは主要な発音法で分類したものであり、各楽器には他の方法で音を出す奏法がある。以下は一例である。
- 擦弦楽器のヴァイオリン属の楽器には弦を撥弦楽器のように弾いて音を出すピチカート奏法がある（コントラバスをポピュラー音楽で使う場合にはむしろこの奏法が一般的である）。
- 撥弦楽器である箏には弦を叩いて音を出す打ち爪という奏法がある。
- 撥弦楽器のギターには、胴を手で叩く打楽器的奏法もあり、弦を弓などで擦る奏法もある。
- 撥弦楽器の三味線、箏には弦を爪でこすって「ズー」という効果音を出す「すり手」「すり爪」という技法がある。
- 打弦楽器のピアノの弦を手で擦り音を出す奏者が稀にいる。

など上記分類以外の方法で音を出すことがある。
なお、チェンバロ、ピアノなど鍵盤を備える弦楽器は、普通は鍵盤楽器と分類する。

### 胴の構造による分類
楽器分類学的には、共鳴胴を中心とした楽器の構造で分類される。それぞれに含まれる楽器は後述。
- 楽弓 - 湾曲した弓状の棒の両端に弦を結びつけて張ったもの。
- ツィター属 - 共鳴胴の上に（自由な振動ができる程度に共鳴胴から離して）弦を張ったもの。
- リラ属 - 共鳴胴に2本の柱を立て、柱の間に横木を渡して、共鳴胴と横木の間に弦を張ったもの。柱が共鳴胴となっているものや、全体が共鳴胴と一体となっているものもある。
- ハープ属 - 長細い共鳴胴の端に、くの字に棒を付け、共鳴胴と棒の間に弦を張ったもの。支持するためにくの字の両端に支持棒を付けて三角形とすることが多い。
- リュート属 - 共鳴胴に棹を取り付け、棹の上に弦を張ったもの。弦の一端を棹の先に、もう一端を共鳴胴に結びつけるものが多い。棹の上に弦を張ることで、音高を変えるために弦を押さえやすくなる。なお、有棹弦楽器と呼ぶことがある。

## 各音高を得る方法
弦の振動数は、弦の振動する部分の長さ、弦の張力、弦の単位長さあたりの質量（弦の太さ、弦の密度）によって変わる（音高の理論を参照）。したがって、次のような方法でさまざまな音高の音を出すことができる。
- 各音高の音が出る弦を張る。
- 弦の振動する部分の長さを限定して音高を変える。
- 弦の張力を変え音高を変える。

例えば、最も古くからある弦楽器とされるハープ類は多数の弦で各音高の音を出す。ヴァイオリンでは弦はE線、A線、D線、G線の4本張り指板上で弦を押さえて振動部分の長さを限定して各音高の音を出す。クラシックギターやアコースティックギターでは弦を6本張り指板上でフレットも利用し長さを限定して各音高の音を出し、エレキギターではさらにチョーキング奏法で張力および音高を連続的に変化させる。

## 音高の理論
弦楽器では、共鳴体によって音の高さが決まる管楽器と違い、発音体たる弦の振動数（周波数）によって音の高さが決まる。弦の振動は一般には非線形現象だが、多くの弦楽器では以下のような1次元の波動方程式によって十分に近似できる。
また、多くの弦楽器では弦の両端は固定されているため、以下のような境界条件を満たさなければならない。
この偏微分方程式の解は一般に、
で表される。この解のうち音として現れるのはcosの部分である。これは振動数 {\displaystyle f_{n}={\frac {\omega _{n}}{2\pi }}} の波の和になり、n=1の波が基音、n=2,3,…の波がそれぞれ第2倍音、第3倍音に相当する。これらの倍音の比率は弦楽器の音色を決定する要素となる。弦の基本振動数は次の式によって得られる（メルセンヌの法則）。
l: 弦の長さ (m)

T: 張力 (ニュートン)

## 共鳴の仕組み
弦楽器では、弦と空気の音響インピーダンスマッチングが悪いので、弦の振動だけではかすかな音しかしないことが多い。聞こえる音量を増大させるために、いったん弦の振動を空気の音響インピーダンスに、より整合した別の振動体（振動板）に伝えてから空気中に輻射させる、いわゆる共鳴の原理が用いられる。
ほとんどの弦楽器の「胴」はこの共鳴を実現するために作られた「共鳴胴」である。その形状は大きく分けて
- 単一の板または適度な張力で張った膜（ピアノ、一部のバンジョーなど）
- 穴の開いた中空の箱（ヴァイオリン属、ギター、琴など）
- 閉じた中空の箱（三味線など）

となるが、最初の2種は位相幾何学的には同一である。ピアノのように単一の板の共鳴体を「響板」と呼ぶ。
共鳴胴の形状は特定の周波数での鋭い共振を避け、幅広い音域で滑らかに共鳴させるために、曲面や曲線で囲まれた平面で構成される。たとえばリュートやウードにでは一面は平面であるが他面は半球である。希に裏板が平面であるコントラバスが存在するが、これはヴィオール属の名残であり、現在は多くが曲面である。ギターでは表裏の板は平面であるが側板は曲面であり、さらに胴の内側で部分的に振動を抑制するような構造（ブレーシング）で共振点の分散を図っている。
共鳴胴から発する音は通常、楽器の音量の大きな部分を占めるので、その材質、寸法、形状、仕上げ、他の部品との接合の具合などは、楽器に音質に大きな影響を与える。共鳴胴の材質は、その適度な内部損失、加工のしやすさ、耐久性、入手の容易さから、木の薄板や組み木を板状にしたものが多く、三味線のように一部に動物のなめし革を使ったものがある。共鳴胴の最初は太鼓であっただろうと考えられている。

## 構造

### 弦
弦 (本来は「絃」) は、和楽器においては「糸」と呼ばれ、古来、絹糸、羊腸（ガット）などを材料に作られてきたが、現在では均質性、安定性、耐久性などの点から、合成繊維（ナイロン）の弦を使うことが一般的である。ピアノでは張力が非常に大きい（1本当たり平均約80kg重）ので、特殊な鋼線（ミュージックワイヤー）を使う。低音用の弦では、質量を稼ぐためにナイロンや鋼の芯線の周りに銅などの金属の線やテープを巻く。エレクトリックギターなどの電気楽器は通常電磁ピックアップで弦の振動を拾うので、鉄（ステンレス鋼）やニッケル合金などの磁性体でできた弦を使う。ゴムバンドが弦として用いられる例がある。

### コース、ユニゾン、複弦
弦が複数張られる時、必ずしもすべて違う音の高さに張る必要はない。2・3本ずつ並べて同じ高さの音に張り、まとめて演奏することもある。このひと組をユニゾンといい、ユニゾンの数によって何コースの楽器と呼ぶ。たとえばマンドリンは2本ずつ4コース8弦の楽器である。ピアノは鍵盤の数（普通は88）だけコースがあるが、超低音域では1弦1コースだが、低音域では2弦1コース、その他の音域では3弦1コースである。
これは音量を増したり、2本を同時にはじこうとすると少しずれて2度鳴ることなどを目的とする。

### 共鳴弦
多くは演奏弦と表板の間に張られ、直接弾かれることはないが、演奏弦の特定の音に共鳴して響きを豊かにし残響を持たせる。シタール、サロード、サーランギなど、インドの楽器に特に発達しており、また中央アジアの楽器にも多いが、西洋楽器にもヴィオラダモーレなど共鳴弦を持つ楽器がいくつかが知られている。現代のピアノでも、ハンマーが叩かない共鳴弦を持った製品が市販されている。また共鳴弦を持たない楽器でも、演奏弦の開放弦は共鳴弦と同じ働きをする。

### 緒止め・糸巻き
弦の端を楽器に固定するために、結びつける部分を緒止め（テールピース）という。三味線、胡弓では根緒（音緒）という。
一方、棒に巻き付けて、棒を回すことにより張力を変えられるようにしたものを糸巻き（ペグ）という。和楽器では糸巻きのほか、ねじ、転手（てんじゅ）、転軫（てんじん）などとも呼ぶ。

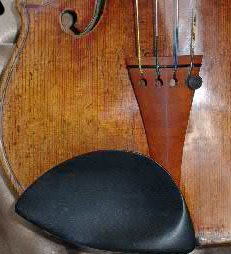
ヴァイオリンの緒止めとあごあて
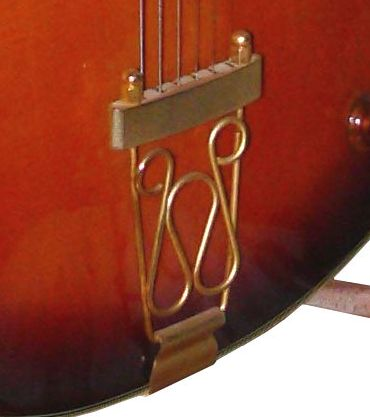
ギターのテールピース
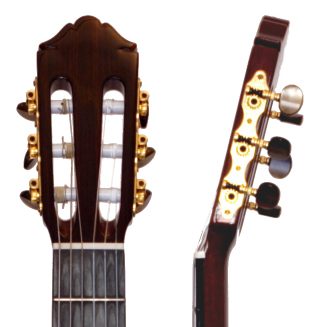
クラシックギターの糸巻き
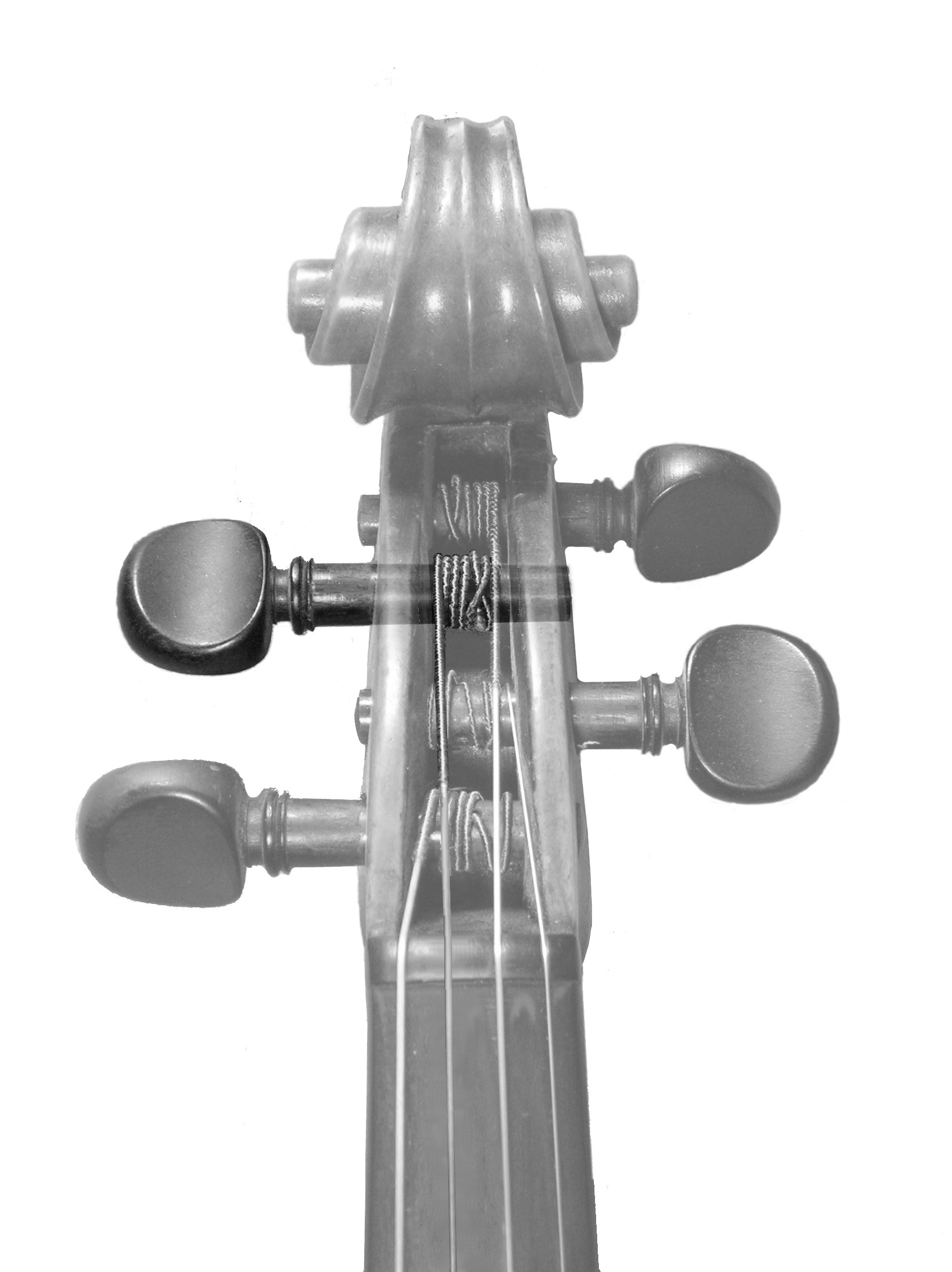
ヴァイオリンの糸巻き
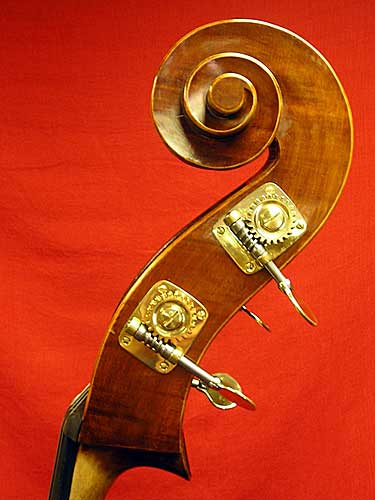
コントラバスの糸巻き
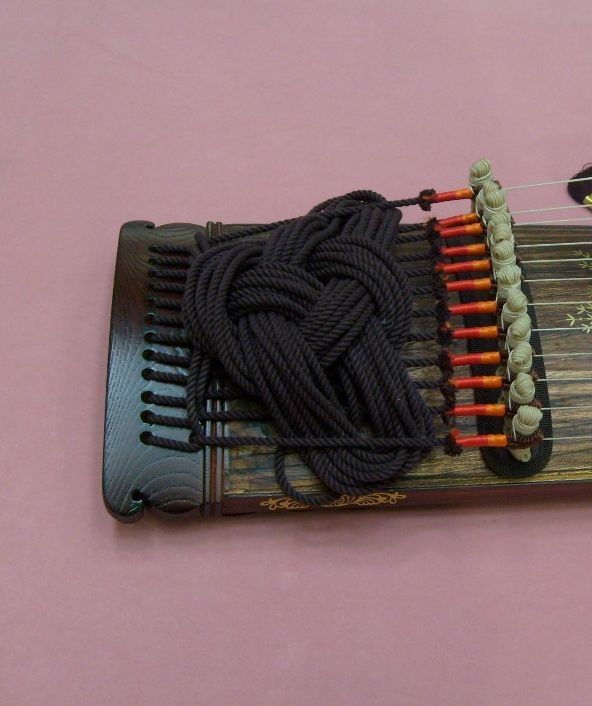
カヤグムの糸巻き

ギターのようにフレットが付いていたり開放弦を多く使う楽器や、コントラバスのように弦の張力が大きい楽器では、演奏中の調弦の安定性を高め微調整がやりやすいようにウォームギアを使った機械式のものを使う。

### 駒、柱（箏）

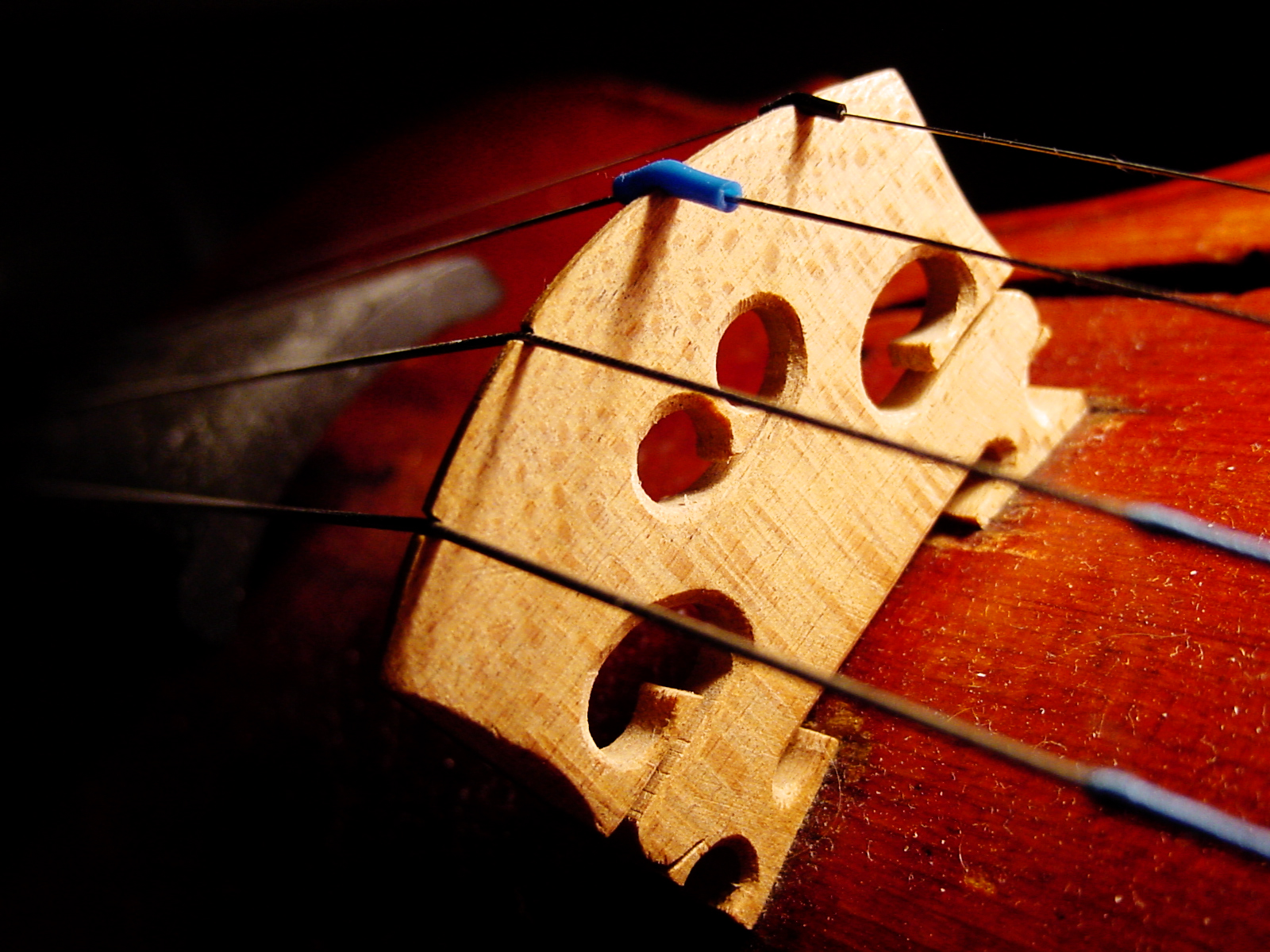
ヴァイオリンの駒

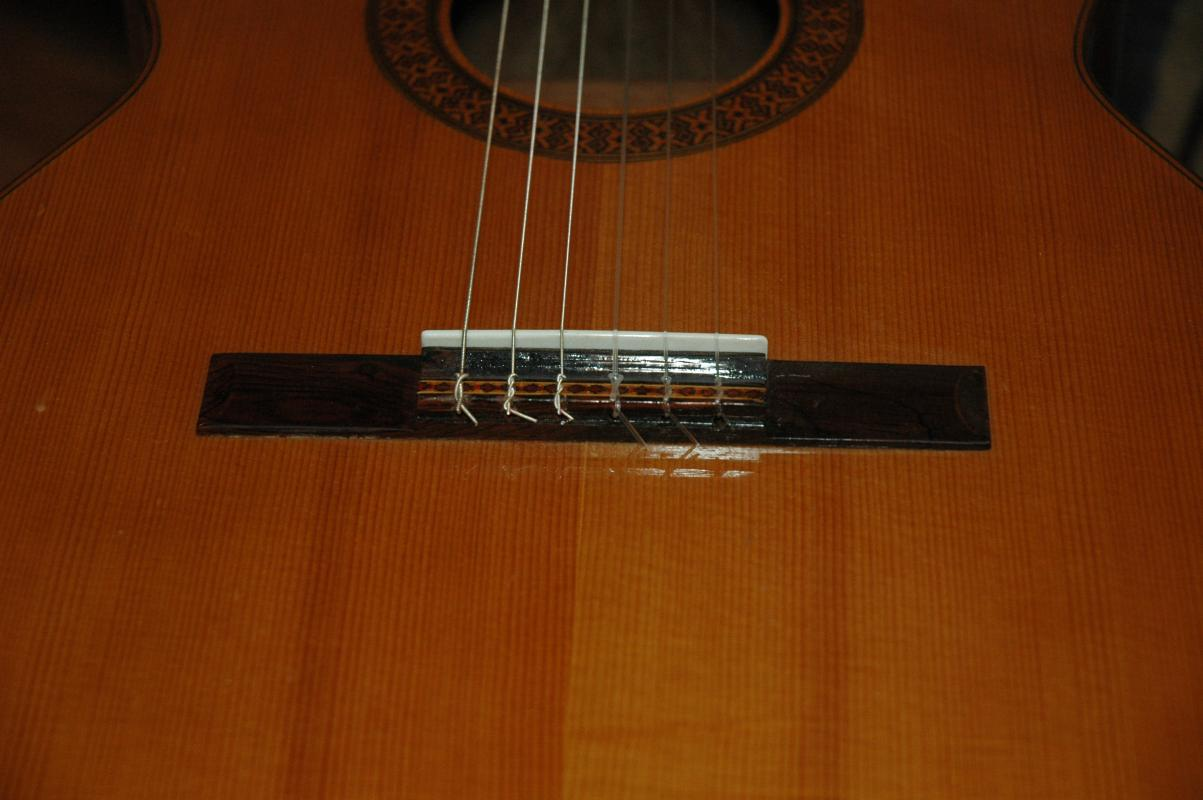
ギターの下駒。緒止めと近接している

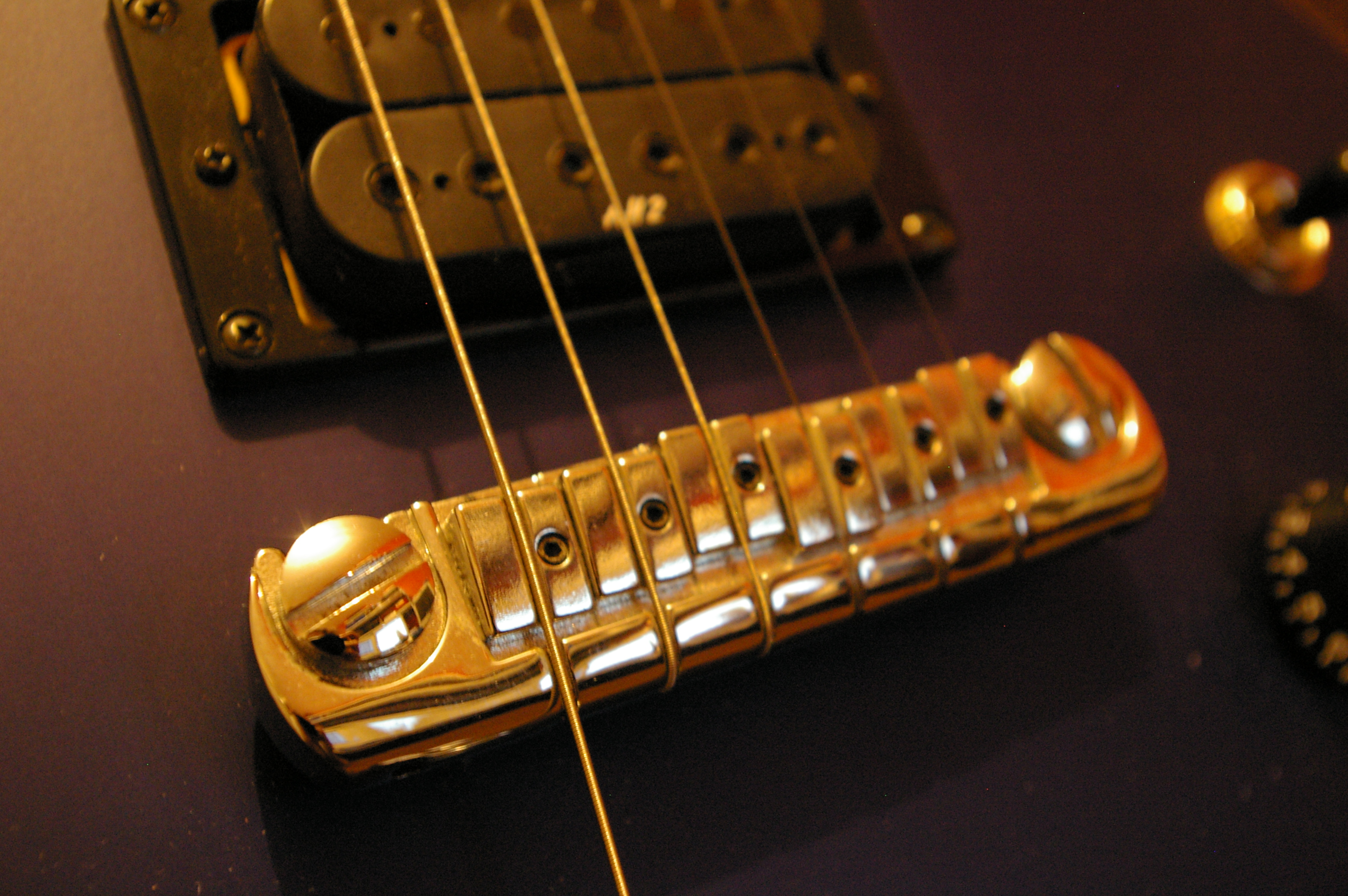
電子ギターの駒

弦の途中で弦を押さえ（実際には下から押し上げるような形になる）、弦の振動長を限定するとともに弦同士の間隔を適正に保つ（複数弦の場合）部品を駒（ブリッジ）という。駒は、緒留めや糸巻きの手前に付けられる。特に共鳴胴や響板の上に付けられる駒は、弦の振動を共鳴胴に伝える重要な働きを持つ。糸巻き側を「上駒」、胴側を「下駒」ということがある。
エレキギターなどでは、下駒の位置を各弦ごとに弦の長さ方向にねじで微調整できる「イントネーション」機構を持つものが多い。これは、弦を押さえたときの張力の増大による弦の「延び具合」が弦の材質や太さによって微妙に異なるため、実効的な弦長が設計値と一致ぜず、高フレット位置で音程が全般的にずれることを補正するためである。イントネーション機構は、弦高（弦と指板との距離）の微調整機構も兼ね備えていることが多い。粗悪な製品では、そもそもイントネーション機構がなかったり、あっても音程のずれが調整範囲を超えていたりして、あるフレットポジション（例えば開放弦）で音高を正確に調弦しても他のフレットを押さえたときに音程が明らかに狂っている、いわゆる「フレット音痴」のことがある。
駒には、ツゲや竹な木材や、牛骨や硬質プラスティックのような、内部損失が少なく軽くて変形しにくい材質が用いられる。エレクトリックギターなどでは、弦の振動を積極的に胴に伝える必要があまりないことや、上記のような調整機構を容易に実現するために、金属製の下駒が用いられる。
ことのほか三味線では、その音楽ジャンルにより、きわめて多彩かつデリケートな駒のヴァリエーションが存在する。さらに個別のジャンル内においても、いくつもの種類の駒が使用される。特に地歌では、一人の演奏家でも、その日の天候や曲の雰囲気、皮の張り具合などによって多数の駒を使い分けることが普通に行われる。

### 指板・勘所
弦の振動長を自由に短くするためには、指や爪やそれに変わるもので弦を押さえるが、弦を押さえつける板を指板という。リュート属の楽器では、ネック（棹）と指板とが一体化しているものも多い。

### フレット、柱（琵琶）

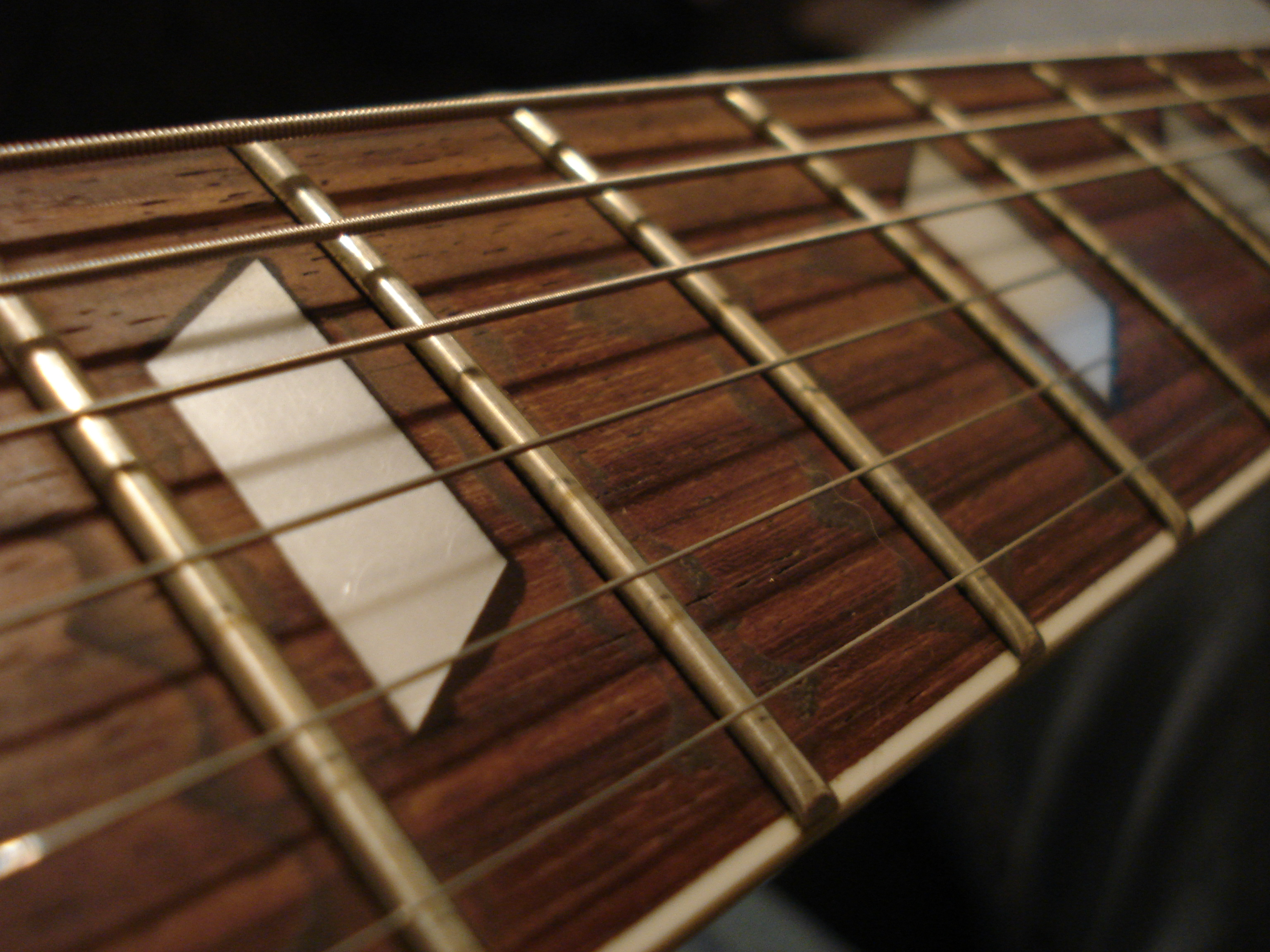
ギターのフレット

指板に指で弦を押さえつけると、指が弦の振動を吸収する。これは高音の撥弦で著しい。このため、指が弦の振動に直接当たらないように、指板上に駒状のものを取り付けることが行われる。これをフレットといい、ギターなどで備えている。フレットは半音刻みの間隔で打たれている。フレットのある楽器では、フレットを挟んで振動しない側の弦を指で押さえる。琵琶では柱（）という。

### 響口、f字孔
共鳴胴に穿った通気口を響口（）という。音色に大きな影響を与える。リュートやギターでは1個で円形ないし楕円形である。ヴァイオリン属ではf字形の穴を左右対称に2つ持ち、f字孔と呼ぶ。琵琶も同様だが半月形をしており、「半月」と呼ぶ。

### 魂柱

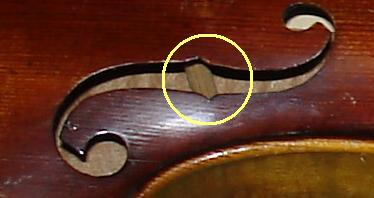
ヴァイオリンの魂柱

ヴァイオリン属の楽器では、表板と裏板の間に魂柱という柱が立っていて、駒から伝えられた弦の振動を裏板に伝える。

### ブレーシング
ギターでは、響板の裏に複数の角材を貼り付け、薄い（約3mm）響板を補強するとともに、固有振動数を分散させて音色をまろやかにする。

### サワリ
琵琶（楽琵琶を除く）、三味線、シタール、タンブーラなどでは、楽器、フレット、駒などに、弦が振動したときに一部が触れて「ビーン」という音が出るしくみがある。これを日本では「さわり」（サワリ）、インドでは「ジュワリ」（ジャワリ）という。

## 用語

### 開放弦
指で弦を押さえて音を変える楽器において、指で押さえていない状態を開放弦という。ヴァイオリン属の楽器のようにフレットのない楽器では他の（指で振動が吸収される）音と音色が違ったり、ヴィブラートがかけられないので、使用が控えられることがあるが、音としては、指で押さえて出す音よりも、音量も大きく、豊かな良い音がでるので、意図的に指定して使用することもある。バッハの無伴奏チェロ組曲の第6番は、5弦のチェロでの演奏を前提としており、これを現代の4弦のチェロで演奏しようとすると、本来あるべき5番目の弦の開放を使用できないので、苦労することになる。
逆に三味線などの和楽器は、開放弦に音階上の主要音を設定し多用することが多い。こうすることにより、演奏をしやすくしたり、共鳴を豊かにする効果がある。同様の例は、西洋楽器でもヴィオールなどにみられる。

### 調弦、チューニング
調弦、チューニングとは、糸巻きで弦の張力を変えるなどして、（開放弦の）音の高さを設定すること。
作曲者の指示などにより、楽器本来の調弦法と違う音に合わせることを、スコルダトゥーラという。ヴァイオリン族ではほとんどの場合どんな曲でも同じ調弦で演奏されるが、三味線や箏にはたくさんの調弦の種類がある。また途中で調弦を変える曲も非常に多い。ギターでは、ほとんどの場合標準チューニングが使われるが、変則チューニングを好む奏者も多い。また、スティールギターではスライドバーを使って弦の振動長を変えるため、和音の音程（音高ではない）が開放弦といつも同じなので、調弦の異なる複数のギターを並べて演奏することがある。

### チョーキング、押し手
弦の張力を変えて音の高さを変える奏法。楽器によって、弦を横に引いたり、縦に押し込んだりする。

### ピッツィカート
ピッツィカートとは、撥弦楽器でない楽器で弦をはじく奏法。
撥弦楽器であるギターでは、ブリッジ上またはその近くの弦上に手の平の小指側を置き、弦の振動を制限することにより、濁ったポツポツをいう音にする奏法のこと。

### ヴィブラート
ヴィブラートとは、音を揺らす奏法。弦を押さえる指などを揺らして、弦長、張力、弓の当たり方、楽器全体の位置を変えることにより、音高、音色、音強、響き方を小刻みに変化させる。ヴィブラートは耳には音色の変化として捉えられることが多い。ヴィブラートの使用により、音に空間的な響きが与えられ、ピチカート奏法では音の持続時間を多少長くすることができる。また、音高に幅ができるため、音程が合わない不快さが軽減される。和楽器では意味のニュアンスは若干異なるが「揺り」という。

### 弱音器
ヴァイオリン属の楽器では、駒に弱音器を付けて、音色を和らげ、音強を弱めることがある。三味線には「忍び駒」という弱音用の駒がある。

## 地域ごとの弦楽器とその大まかな歴史

### 西洋
- ツィター属
  - ツィター - オートハープ - カンテレ - ダルシマー - ツィンバロム - チェンバロ - ピアノ - プサルテリウム
- ハープ属
  - ハープ - エオリアン・ハープ
- リュート属
  - リュート - マンドーラ - マンドリン - ブズーキ - ラウト
  - ギター - アイリッシュ・ブズーキ - ウクレレ
  - アルペジョーネ
  - ヴィオール属
    - ヴィオラ・ダ・ガンバ - コントラバス

  - ヴァイオリン属
    - ヴァイオリン - ヴィオラ - チェロ - コントラバス - ヴィオラ・ダ・ブラッチョ

  - その他
    - ヴィオラ・ダモーレ

### 東洋

#### 日本
- ツィター属
  - 和琴 - 箏（楽箏、筑紫箏、俗箏） - 一絃琴 - 二絃琴 - 大正琴
  - 琉球かれん
- リュート属
  - 琵琶
    - 楽琵琶 - 平家琵琶 - 盲僧琵琶 - 薩摩琵琶 - 筑前琵琶 -

  - 三味線
    - 太棹三味線 - 中棹三味線 - 細棹三味線 - 柳川三味線 - ゴッタン - 三線（）

  - 胡弓
    - 三絃胡弓- 四絃胡弓 - 玲琴 - 大胡弓- 胡弓（沖縄の胡弓、くーちょー）

  - 一五一会
  - みんなの民族楽器ミンミン
  - [1]鏡の国のギター

#### 中国
- ツィター属
  - 古筝 - 琴（） - 揚琴 - 瑟
- ハープ属
  - 箜篌（くご）
- リュート属
  - 琵琶（） - 阮咸 - 月琴
  - 三弦
  - 胡琴- 二胡 - 高胡 - 四胡 - 板胡 - 京胡 - 中胡 - 墜琴 - 秦琴

#### モンゴル
- ツィター属
  - ヤトガ
  - 洋琴
- リュート属
  - モリンホール（馬頭琴）

#### 朝鮮
- ツィター属
  - コムンゴ（玄琴）- カヤグム（カヤッゴ、伽耶琴）- 牙箏（アジェン）- 瑟
  - 洋琴
- リュート属
  - 奚琴（ヘグム）
  - 琵琶

#### インド亜大陸
- リュート属
  - シタール - ヴィーナ - ラバーブ - サーランギ

#### 中央アジア
- リュート属
  - ドゥタール（英語版） - ルバーブ（英語版） - タンブール - タール - ドンブラ - コムズ - レワープ

### 中東
- ツィター属
  - カーヌーン
- リュート属
  - ウード - ラバーブ - セタール
  - サズ

### アフリカ
- リュート属
  - コラ_(楽器)(Kora)
- ハープ族
  - ニャティティ Nyatiti
  - アドゥング
- その他
  - ンゴニ
  - ベガナ
  - ボロン
  - インザド

## 弦楽合奏
弦楽合奏（ストリングス・オーケストラ）とは、弦楽器の合奏形態あるいはその形態で演奏される楽曲のことを指す。ここでいう弦とは、ヴァイオリン属の楽器のことをさす。すなわち、ヴァイオリン、ヴィオラ、チェロ、コントラバスで編成される。
弦楽器の合奏形態は他にギターオーケストラ、マンドリンオーケストラなどがある。

## 三曲合奏
江戸時代、当道座に属する盲人音楽家が専門とした三種の弦楽器である地歌三味線、箏、胡弓を総称して三曲と呼び、またこれらの音楽のことも指した。また三曲による合奏を三曲合奏と呼ぶ。幕末、明治以降尺八が参入し、現在は三味線、箏、尺八の編成で行なわれることが多いが、本来の胡弓入り合奏も行なわれている。